# أورجياوية
الأورجياوية (الاسم العلمي: Orgyiini) هي قبيلة من الحشرات تتبع الفصيلة الأربوسية من رتبة حرشفيات الأجنحة.

## أجناس الأورجياوية
- الأورجية
- الدشيرة